# موزه بمب اتمی ناگاساکی
موزه بمب اتمی ناگاساکی (به ژاپنی: 長崎原爆資料館، Nagasaki Genbaku Shiryōkan)، در شهر ناگاساکی، ژاپن است. موزه یادگاری از بمباران اتمی هیروشیما و ناگاساکی توسط ایالات متحده در ۹ اوت ۱۹۴۵ در ساعت ۱۱:۰۲:۳۵ صبح است. در کنار موزه سالن یادبود صلح ملی ناگاساکی برای قربانیان بمب اتمی قرار دارد که در سال ۲۰۰۳ ساخته شده است. همتا در هیروشیما موزه یادبود صلح هیروشیما است. این مکان‌ها نمادی از عصر هسته‌ای هستند، ویرانی‌های گسترده و مرگ‌های بی‌رویه ناشی از سلاح‌های هسته‌ای را به بازدیدکنندگان یادآوری می‌کنند و تعهد به صلح را نشان می‌دهند.